# Маганов Наїль Ульфатович
Наї́ль Ульфатович Маганов (тат. Наил Өлфәт улы Мәганов ; нар. 28 липня 1958, Альметьевськ) — російський топ-менеджер, політичний та громадський діяч. Генеральний директор та член Ради директорів ПАТ "Татнафта " ім. В. Д. Шашина.
Голова Ради директорів АТ «ТАНЕКО», депутат Державної Ради Республіки Татарстан п'ятого скликання, президент хокейного клубу "Ак Барс " та Федерації хокею Республіки Татарстан.

## Біографія
Народився 28 липня 1958 року в місті Альметьєвську Татарської АРСР у сім'ї нафтовика. Його батько — Ульфат Маганов — з 1953 року обіймав посаду старшого інженера Альметьєвської промислово-геофізичної контори тресту «Татнафтогеофізика», з 1978 по 1998 роки очолював Альметьєвське управління геофізичних робіт.
Наїль Маганов у 1983 році закінчив Московський інститут нафтохімічної та газової промисловості імені І. І. М. Губкіна (нині Російський державний університет нафти та газу (національний дослідницький університет) імені І. І. М. Губкіна) за спеціальністю «Технологія та комплексна механізація розробки нафтових та газових родовищ».
З 1976 по 1981 рік працював оператором з дослідження свердловин ЦНІПР НГВУ «Елховнафта» ВО " Татнафта ". У період з 1981 по 1991 рік працював у НГВУ «Елховнафта» ВО " Татнафта " на різних посадах — технолога, майстра з видобутку нафти та газу, старшого інженера — заступника начальника цеху, потім начальника цеху ЦДНГ № 5. У 1991 році призначений заступником начальника управління з капітального будівництва НГВУ «Заїнськнафта».
З 1993 року починає працювати в головному управлінні ВАТ "Татнафта " начальником відділу з реалізації нафти та нафтопродуктів. З 1994 по 1998 рік — заступник генерального директора з виробництва ВАТ "Татнафта ". З 1998 по 2000 рік — начальник управління з реалізації нафти та нафтопродуктів — заступник генерального директора ВАТ "Татнафта ". У період з 2000 по 2004 рік працював першим заступником генерального директора ВАТ "Татнафта " з реалізації та переробки нафти та нафтопродуктів — начальником управління з реалізації нафти та нафтопродуктів, з 2004 по 2013 рік — першим заступником генерального директора ВАТ "Татнафта " — начальником управління з реалізації нафти та нафтопродуктів.
У листопаді 2013 року призначений генеральним директором ВАТ "Татнафта ".
У 2014 році обраний депутатом Державної Ради Республіки Татарстан п'ятого скликання у складі фракції " Єдина Росія ", є членом Комітету з екології, природокористування, агропромислової та продовольчої політики.
1 грудня 2015 року був затверджений головою Уряду РФ Дмитром Медведєвим у складі оргкомітету чемпіонату WorldSkills-2019 у Казані.

## Суспільна діяльність
25 травня 2016 призначений президентом хокейного клубу "Ак Барс « та Федерації хокею Республіки Татарстан. Є одним із засновників Федерації кекусин будо-карате Республіки Татарстан.

## Нагороди
- Орден Пошани (25 жовтня 2018 року) — за досягнуті трудові успіхи, активну громадську діяльність та багаторічну сумлінну роботу[14]
- Орден Дружби[3]
- Медаль ордену „За заслуги перед Батьківщиною“ ІІ ступеня[6]
- Орден „За досягнення перед Республікою Татарстан“[3]
- Орден Слави та честі ІІІ ступеня (2021) — до уваги до допомоги у будівництві Казанського собору р. Казані[15]
- Медаль „На ознаменування видобутку тримільярдної тонни нафти Татарстану“[6]
- Звання „Відмінник нафтової промисловості Міністерства нафтової промисловості СРСР“[3]
- Звання „Почесний нафтовик“ Міністерства палива та енергетики Російської Федерації»[6]
- Звання Заслужений нафтовик Республіки Татарстан[6]
- Звання «Почесний працівник паливно-енергетичного комплексу» Міністерства енергетики Російської Федерації"[6]

## Сім'я
Дружина — Фанія Іршатівна, керівник відкритої в 2004 році в Альметьєвську мовної школи English First. Син — Равіль, автогонщик, кандидат у майстри спорту, учасник ралі-марафону "Дакар ".
Брат — Равіль Ульфатович Маганов (1954—2022), голова Ради директорів, Перший виконавчий віце-президент ПАТ "Лукойл ". 1 вересня 2022 випав з 6 поверху Центральної клінічної лікарні в Москві і загинув.

## Захоплення
В юності Наїль Маганов захоплювався карате. В даний час займається китайською гімнастикою цігун.